# Astragalus pseudoeremophysa
Astragalus pseudoeremophysa är en ärtväxtart som beskrevs av Mikhail Grigoríevič Popov. Astragalus pseudoeremophysa ingår i släktet vedlar, och familjen ärtväxter. Inga underarter finns listade i Catalogue of Life.